# Acacia repanda
Acacia repanda é uma espécie de leguminosa do gênero Acacia, pertencente à família Fabaceae.